# Patrick Van Roosbroeck
Pour les articles homonymes, voir Roosbroeck.
Patrick Van Roosbroeck, né le 20 décembre 1969 à Duffel, est un coureur cycliste belge. Il évolue au niveau professionnel entre 1991 et 1996.

## Palmarès et classements mondiaux

### Palmarès sur route
- 1987
  - Champion de la province d'Anvers sur route juniors
- 1988
  - 2ea étape du Tour de Campine
- 1990
  - Circuit Het Volk espoirs
  - De Drie Zustersteden
  - 3e de la Flèche du port d'Anvers
- 1991
  - Bruxelles-Ingooigem
  - 2e du Grand Prix Frans Melckenbeeck
- 1992
  - Grand Prix de la ville de Vilvorde
  - Mosselkoers
- 1993
  - Binche-Tournai-Binche
  - Tour du Limbourg
  - Circuit de la région linière
  - 2e du Circuit des bords flamands de l'Escaut
- 1994
  - Puivelde Koerse
  - Tour de Vendée
  - Grand Prix Lucien Van Impe
  - 2e du Grand Prix Raf Jonckheere
  - 2e du Circuit Escaut-Durme
  - 2e du Grand Prix Marcel Kint
  - 3e de Cholet-Pays de Loire
  - 3e de la Flèche côtière
- 2006
  - 1re étape du Tour du Brabant flamand
  - 3e de la Coupe Marcel Indekeu
- 2007
  - 3e du championnat de la province d'Anvers sur route
- 2010
  - Coupe Marcel Indekeu
- 2016
  - Championnat du Pays de Waes

### Classements mondiaux
| Année           | 2005 | 2006 |
| --------------- | ---- | ---- |
| UCI Europe Tour | 692e | 829e |

### Palmarès sur piste
- 1986
  -  Champion de Belgique de la course aux points débutants